# Segunda División 1935-1936 (Spagna)
L'edizione 1935-36 della Segunda División fu l'ottavo campionato di calcio spagnolo di seconda divisione. Il campionato vide la partecipazione di 24 squadre. Il torneo fu diviso in 3 gruppi e le prime due di ogni gruppo avrebbero poi preso parte ai playoff i quali qualificarono due sole squadre. Le ultime due di ogni gruppo retrocessero in Tercera División.

## Gruppo I
|  |    | Gruppo I            | Pt | G  | V | N | P  | GF | GS | DR  |
|  | -- | ------------------- | -- | -- | - | - | -- | -- | -- | --- |
|  | 1. | Celta Vigo          | 18 | 14 | 8 | 2 | 4  | 43 | 24 | +19 |
|  | 2. | Saragozza           | 18 | 14 | 7 | 4 | 3  | 31 | 12 | +19 |
|  | 3. | Sporting Gijón      | 16 | 14 | 6 | 4 | 4  | 32 | 26 | +6  |
|  | 4. | Real Valladolid     | 15 | 14 | 6 | 3 | 5  | 31 | 26 | +5  |
|  | 5. | Stadium Avilés      | 14 | 14 | 6 | 2 | 6  | 26 | 41 | -15 |
|  | 6. | Nacional Madrid     | 13 | 14 | 6 | 1 | 7  | 34 | 27 | +7  |
|  | 7. | Deportivo La Coruña | 11 | 14 | 4 | 3 | 7  | 19 | 35 | -16 |
|  | 8. | Unión SC Vigo       | 7  | 14 | 3 | 1 | 10 | 27 | 52 | -25 |

## Gruppo II
|  |    | Gruppo II    | Pt | G  | V  | N | P | GF | GS | DR  |
|  | -- | ------------ | -- | -- | -- | - | - | -- | -- | --- |
|  | 1. | Girona       | 21 | 14 | 10 | 1 | 3 | 34 | 13 | +21 |
|  | 2. | Arenas Getxo | 20 | 14 | 9  | 2 | 3 | 32 | 27 | +5  |
|  | 3. | Barakaldo    | 17 | 14 | 8  | 1 | 5 | 32 | 25 | +7  |
|  | 4. | Badalona     | 12 | 14 | 5  | 2 | 7 | 28 | 31 | -3  |
|  | 5. | Sabadell     | 12 | 14 | 5  | 2 | 7 | 26 | 29 | -3  |
|  | 6. | Donostia     | 12 | 14 | 5  | 2 | 7 | 25 | 35 | -10 |
|  | 7. | Júpiter      | 10 | 14 | 4  | 2 | 8 | 23 | 35 | -12 |
|  | 8. | Unión Irun   | 8  | 14 | 3  | 2 | 9 | 22 | 27 | -5  |

## Gruppo III
|  |    | Gruppo III    | Pt | G  | V  | N | P | GF | GS | DR  |
|  | -- | ------------- | -- | -- | -- | - | - | -- | -- | --- |
|  | 1. | Murcia FC     | 21 | 14 | 10 | 1 | 3 | 29 | 15 | +14 |
|  | 2. | Xerez FC      | 18 | 14 | 8  | 2 | 4 | 25 | 13 | +12 |
|  | 3. | Levante       | 16 | 14 | 7  | 2 | 5 | 35 | 20 | +15 |
|  | 4. | Gimnástico    | 13 | 14 | 4  | 5 | 5 | 18 | 20 | -2  |
|  | 5. | Malacitano    | 12 | 14 | 6  | 0 | 8 | 21 | 22 | -1  |
|  | 6. | Granada       | 11 | 14 | 4  | 3 | 7 | 20 | 23 | -3  |
|  | 7. | CD Mirandilla | 11 | 14 | 5  | 1 | 8 | 21 | 30 | -9  |
|  | 8. | Elche         | 10 | 14 | 4  | 2 | 8 | 18 | 44 | -26 |

## Playoff promozione
|  |    | Gruppo Promozione | Pt | G  | V | N | P | GF | GS | DR  |
|  | -- | ----------------- | -- | -- | - | - | - | -- | -- | --- |
|  | 1. | Celta Vigo        | 13 | 10 | 6 | 1 | 3 | 29 | 12 | +17 |
|  | 2. | Saragozza         | 13 | 10 | 6 | 1 | 3 | 19 | 16 | +3  |
|  | 3. | Arenas Getxo      | 11 | 10 | 5 | 1 | 4 | 16 | 13 | +3  |
|  | 4. | Murcia FC         | 9  | 10 | 3 | 3 | 4 | 11 | 12 | -1  |
|  | 5. | Girona            | 7  | 10 | 2 | 3 | 5 | 8  | 20 | -12 |
|  | 6. | Xerez FC          | 7  | 10 | 3 | 1 | 6 | 17 | 27 | -10 |

### Verdetti
- Celta Vigo e  Saragozza promosse in Primera División spagnola 1939-1940.
- Nacional Madrid,  Unión SC Vigo,  Júpiter,  Unión Irun,  CD Mirandilla e  Elche retrocesse in Tercera División.